# 이스포젠드

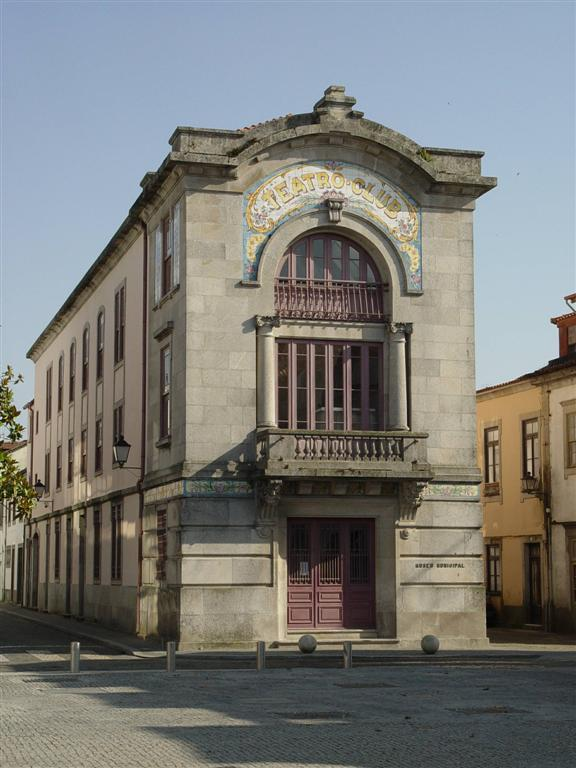
이스포젠드 박물관

이스포젠드의 위치

이스포젠드(포르투갈어: Esposende)는 포르투갈 브라가 현에 위치한 도시로 면적은 95.41km2, 인구는 56,186명(2011년 기준), 인구 밀도는 590명/km2이다.

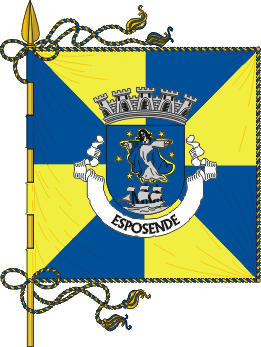
시기
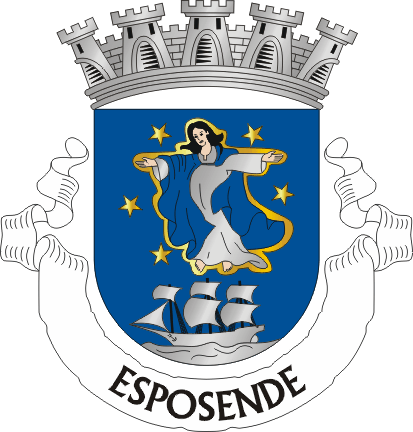
시 문장